# الفنانون (شيلر)

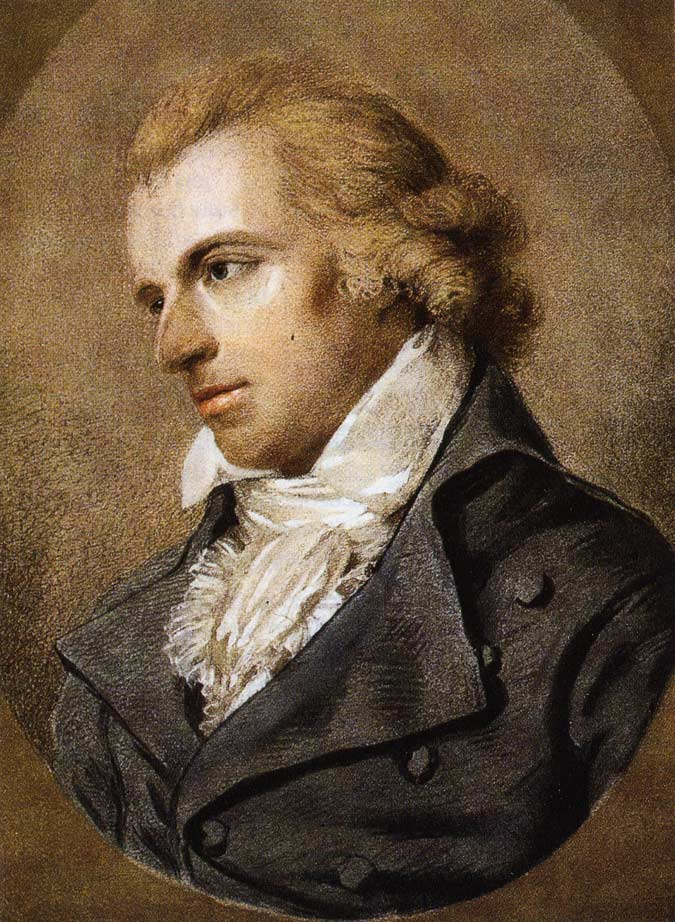
فريدرش شيلر

الفنانون (بالألمانية: Die Künstler) عنوان قصيدة فلسفية من تأليف الكاتب الألماني فريدرش شيلر (1759-1805)، ألف شيلر القصيدة في العام 1788 وظهرت الصياغة الحديثة لها في 1789. القصيدة تطرح مفهوم شيلر عن الفن الإغريقي، ويبين فيها أن بإمكان الفن أن يقود البشر إلى الأفضل، ويضع على عاتق الفنان هذه المهمة.

## وصلات خارجية
- الفنانون، على أرشيف الإنترنت.
- الفنانون، على الفهرس العالمي.